# Bitwa pod wsią Sangrar
Bitwa pod wsią Sangrar – starcie zbrojne, które miało miejsce 26 czerwca 1881 w trakcie wojny o Pacyfik.
Po zajęciu przez wojska chilijskie Limy w styczniu 1881 r. Peruwiańczycy wycofali się w góry, kontynuując działania partyzanckie. Oddziały partyzanckie były słabo uzbrojone a walczący w nich Indianie, Metysi i Kreole nie posiadali większego doświadczenia wojskowego. Dnia 26 czerwca jeden z oddziałów partyzanckich zaatakował chilijskie stanowiska pod wsią Sangra, obsadzone przez kilkudziesięciu żołnierzy pod dowództwem kpt. Luisa Aranedy. Trwająca 13 godzin walka zakończyła się odparciem partyzantow. Chilijczycy stracili 24 zabitych żołnierzy.